# 絆うた
『絆うた』（きずなうた）は、NHKラジオ第1放送で2011年4月2日から2015年3月14日まで放送された音楽番組（リクエスト番組）である。

## 概要
近年、日本では核家族化・疎遠化など、家族や地域の絆が薄れていきつつある中、私たち人間がこれからを生き抜くための応援歌「絆うた」をリスナーからのメッセージを交えながらつづる。
2012年度は「NHK東日本大震災プロジェクト」の参加プログラムの一つとして、震災復興に努める被災地からのメッセージを届ける「復興ふるさと便」のコーナー（随時）も送る。
後継番組『歌え!土曜日 Love Hits』の放送開始に伴い、2015年3月14日をもって毎週のレギュラー放送は終了となった。

## 放送日時
いずれもラジオ第1とNHKワールド・ラジオ日本。
- パイロット版：「夏の一夜のキズナうた」（2010年8月22日 19:20 - 20:55）
- 予告編：「絆うたからのメッセージ」（2011年3月19日 19:30 - 20:55、生放送、東北地方を除く）
この時はFM放送でもステレオ放送で同時放送された。
- レギュラー版：原則として毎月最終土曜を除く毎週土曜 19:20 - 19:55、生放送）
最終土曜は「沖縄熱中倶楽部」。2012年7月のみ最終週と第3週を入れ替え。ロンドンオリンピック編成の都合による。
三宅が「NHKスペシャル」の生放送（日本新生他随時）を担当する場合があり、その場合事前の収録となる日もある。

## 東日本大震災関連の特別番組
- スピンオフ事前番組：「被災地に届け 絆のうた」（2011年3月21日 12:30 - 13:30、19:30 - 19:55）
- レギュラー版特別番組：「特集・絆うた」（2011年5月3日・4日・5日、いずれも19:20 - 19:55、生放送）
このゴールデンウィーク特別番組では、東日本大震災から2ヶ月にちなみ、これまでに寄せられ紹介し切れなかったリスナーからの被災地へのメッセージを紹介しつつ、渡辺謙、小山薫堂、佐藤浩市、松雪泰子、中井貴一から被災地に向けて送ったメッセージを届ける。
渡辺と小山は今大震災で被災した地域を激励するため、「Kizuna311[1]」というメッセージサイトを発起した人物である。
- 「特集絆うた 東日本大震災から5ヶ月」（2011年8月11日 20:05 - 21:55、生放送）
この日はちょうど地震から5ヶ月に当たるため、メッセージやリクエストの紹介のほか、被災地各地で復興へ向けて取り組む市民や、サンドウィッチマンの故郷に思いを寄せるインタビューが送られた。

## ディスクジョッキー
- 三宅民夫